# Incêndios florestais no Brasil em 2020
Os Incêndios florestais no Brasil em 2020 foram uma série de incêndios florestais que estiveram afetando o Brasil, com 44,013 focos de queimadas registradas entre janeiro e agosto na Amazônia e no Pantanal. Dentro da Amazônia, foram detectados 6,315 focos de incêndio no mesmo período. Dentro do Pantanal, o volume de queimadas equivale aos dos últimos seis anos e tem havido ações de ONGs e voluntários para salvar animais ameaçados, como a onça-pintada. É esperado que os sistemas de saúde da região amazônica, já sobrecarregados pela pandemia de COVID-19, fiquem ainda mais sobrecarregados devido a doenças respiratórias devido a fumaça.
Perícia realizada aponta que os incêndios no Pantanal foram iniciados por ação humana e a Delegacia de Meio Ambiente investiga quem são os possíveis responsáveis.
Douglas Morton, chefe do Biospheric Sciences Laboratory da NASA, considera os incêndios como sendo "sem precedentes". Apesar do governo Brasileiro ter instituído uma proibição de 120 dias das queimadas na Amazônia, uma análise liderada pela NASA indica que isso foi de pouco efeito.
Entre 28 de maio e 25 de agosto foram detectados 516 pontos de incêndio cobrindo uma área de 376,416 hectares.
Em agosto, a resposta do presidente Jair Bolsonaro foi de "a mídia e governos estrangeiros estão apresentando uma narrativa falsa sobre a Amazônia". No mesmo mês, o INPE relatou que os dados dos satélites mostram que os números de focos de incêndio na Amazônia aumentaram por 28% até ~6,800 focos em julho, comparados com os ~5,300 focos em julho de 2019. Isso indica uma repetição da destruição acelerada, potencialmente piorada, do que foi visto em 2019 de um dos maiores amortecedores das mudanças climáticas do mundo, em 2020.
No Pantanal, parte do fogo começou em áreas privadas ou de reserva legal (que é protegida por lei) e se espalhou para territórios indígenas.